# Yagua
El yagua  és una llengua que es parla principalment en el el Perú nord-oriental pel poble del mateix nom. El 2005 sembla que uns quants parlants podrien haver emigrat a través de la frontera entre Perú i Colòmbia a prop la ciutat de Leticia. Un terç de la població és monolingüe, i el yagua és la llengua d'instrucció a les escoles primàries locals.

## Nom
L'exònim es lletreja Yagua, Yawa, Yahua, Llagua, Yava, Egua. També es coneix com Nijyamïï Nikyejaada.

## Afiliació genètica
El yagua forma una branca de la família peba-yaguan.

## Situació sociolingüística
Cap a fins del segle xx, hi havia aproximadament 6.000 parlants de la llengua. En aquell temps, una majoria de yaguas eren bilingües en castellà i yagua. Unes quantes comunitats distants eren encara en gran part monolingües, i els nens aprenien la llengua. Així i tot, en algunes comunitats hi havia pressió parterna en els nens per a parlar només castellà. Alguns yaguas són monolingües en castellà.
Hi ha algun grau de semilingüisme entre algunes dones yagua culturalment assimilades a la cultura peruana principal. Contrasten amb altres tres grups de yaguas: 1) dones majors que són fluides en la llengua yagua amb algun grau d'espanyol, 2) monolingüe yagua no assimilats, i 3) homes, tots els que parlen yagua amb graus variables de fluïdesa en castellà. A aquestes dones joves se'ls dirigeix principalment en yagua, però responen en un castellà simplificat.:17

## Fonologia
El yagua té 6 vocals i 11 consonants, tal com es mostra a la taula següent. (Símbols ortogràfics en negreta, valors IPA entre claudàtors.)

### Vocals
|         | Anterior | Central | Posterior |
| ------- | -------- | ------- | --------- |
| Tancada | i [i]    | ɨ [ɨ]   | u [u]     |
| Mitjana | e [e]    |         | o [ɔ]     |
| Oberta  |          | a [a]   |           |

- Algunes vocals mostren un grau significatiu de variació al·lofònica, sobretot /u/ que pot ser [u] o [o], i /a/, que pot ser [a] o [æ].
- Les vocals són tant orals com nasals.

### Consonants
|            | Bilabial | Alveolar | Postalveolar | Palatal | Velar | Glotal |
| ---------- | -------- | -------- | ------------ | ------- | ----- | ------ |
| Nasal      | m        | n        |              |         |       |        |
| Oclusiva   | p        | t        |              |         | k [k] |        |
| Africada   |          |          | č [tʃ]       |         |       |        |
| Fricativa  |          | s        |              |         |       | h      |
| Bategant   |          | r [ɾ]    |              |         |       |        |
| Aproximant | w        |          |              | y [j]   |       |        |

1. Una consonant nasal que precedeix una vocal nasal és un so nasal simple ([m], [n]); però una consonant nasal que precedeix una vocal oral té una alliberació oral ([mb], [nd])
2. Tots els fonemes llevat /s/, /tʃ/, i /j/ poden ser palatalitzats. A més, es poden labialitzar les parades bilabials.
3. /s/ i /tʃ/ mostren una variació al·lofònica significativa, ja que estan peo-oclusives o no. Per tant, /s/ oscil·la de [s] a [ts], i /tʃ/ oscil·la de [tʃ] a [ʃ].
4. La ròtica r sovint és retroflexa ([ɽ]) i pot tenir certa lateralitat ([ɺ]); també es pot sentir la bategant simple ([ɾ]). /r/ també es pot realitzar com a [d], especialment quan es palatalitza.
5. /w/ pot ser realitzada com a [β], especialment quan es palatalitza.
6. Dins d’una paraula, hi ha metàtesi de qualsevol morfema-final /j/ amb l’aparició de la síl·laba següent

La llengua té un to o un sistema complex d’accent tonal, però mai no s’ha descrit adequadament.

## Morfologia
Aquesta llengua és altament aglutinant, tal que la majoria de paraules consten de morfemes múltiples, i una sola paraula pot contenir més d'un lexema.

## Substantius
Alguns substantius yaguas amb terminacions que semblen poder indicar gènere o categoria animat (amb noms científics de Fleck, Uaquí & Jiménez 2012):
Paraules amb el sufix -siy:
| Yagua      | Espanyol          | Nom científic             |
| ---------- | ----------------- | ------------------------- |
| canuma̱síy  | avoceta           | Recurvirostra andina      |
| ca̱púúsiy   | esp. de peix      |                           |
| coochíy    | lloro             |                           |
| cucasíy    | esp. de granota   |                           |
| cúúchiy    | chancho           |                           |
| dasíy      | cunchi (peix)     | Paulicea (?)              |
| jatinru̱síy | esp. d'ocell      |                           |
| ja̱a̱vachí   | cupizo (regional) | Podocnemis sextuberculata |
| darichíy   | estavella         |                           |

Paraules amb el sufix -nu:
| Yagua            | castellà                   | Nom científic            |
| ---------------- | -------------------------- | ------------------------ |
| baañú            | llisa (peix)               | Leporinus spp.           |
| bicanú           | cadell (peix)              | Acestrorhynchus          |
| cachúúnu         | choro (mico)               | Lagothrix lagothricha    |
| ca̱pyanú̱nu        | esp. d'escurçó             |                          |
| caseetuuñú       | esp. d'ocell               |                          |
| caváñu           | cavall                     |                          |
| caváñu junusííñu | esp. de planta             |                          |
| co̱co̱biinú        | panguana                   | Crypturellus undulatus   |
| cucantáñu        | tigrillo                   | Leopardus pardalis       |
| cudííñu          | esp. d'oreneta             |                          |
| cúúmunú          | guayabo                    |                          |
| cunucúnu         | esp. de rosegador          |                          |
| chapíínu         | orruga, cuc                |                          |
| daañú            | esp. d'ocell               |                          |
| deetiñú          | pal de sang                | Swartzia cuspidata       |
| dinupasúyanu     | esp. de còndor             |                          |
| já̱á̱cachoonú      | lorillo (ocell)            |                          |
| já̱á̱cuvóónu       | huancahui (ocell)          | Herpetotheres cachinnans |
| jádanú           | huayruru, huairuro (arbre) | Ormosia coccinea         |
| já̱á̱nuja̱a̱nú       | ampiguayo                  |                          |
| jaseenú          | charapilla (arbre)         | Dipteryx                 |
| játu̱o̱nú          | suri (larva)               |                          |
| jávanu           | corc                       | Rhynchophorus            |
| javayanú         | esp. de tucà               |                          |
| ja̱á̱yanú          | chuchupe                   | Matisia sp.              |
| ji̱chiinú         | cuc parasítico             |                          |
| múranu           | huacapu (arbre)            | Minquartia guianensis    |
| matyiiñú         | zapote (arbre)             |                          |
| muchánnu         | planta que dona tint       |                          |
| saritíñu         | llet-caspi                 | Couma macrocarpa         |

Paraules amb el sufix -tu:
| Yagua           | castellà               | Nom científic            |
| --------------- | ---------------------- | ------------------------ |
| bayantú         | esperit                |                          |
| bóontú          | xiclet                 |                          |
| buuchinatyú     | huitina                |                          |
| buuryatú        | esp. de ratlla         |                          |
| cabeetú         | atadijo (arbre)        |                          |
| cáboonutú       | esp. d'ocell           |                          |
| capítyu         | caragol                |                          |
| cáriitú         | liana espinosa         |                          |
| carye̱e̱tyú       | pedrillo (ocell)       |                          |
| ca̱siityú        | esp. de coleòpter      |                          |
| caya̱a̱tu         | pedrillo (ocell)       |                          |
| có̱co̱tu          | esp. de granota        |                          |
| co̱ratú          | petxines               |                          |
| co̱o̱tu           | cranc                  |                          |
| cumayo̱o̱tu       | chotacabras            | Caprimulgidae            |
| cúútyu          | esp. de cérvol         |                          |
| cuva̱tyú         | esp. de granota        |                          |
| que el seu̱o̱tu   | papallona              |                          |
| chu̱chu̱tyú       | esp. de vespa          |                          |
| diintyú         | ronsapa                | Apis mellifera ?         |
| duura̱tu         | esp. de palmera        |                          |
| ja̱á̱ntu          | dofí                   |                          |
| jánarityú       | puma                   |                          |
| jánu̱tyu pa̱jiitú | mandrós                |                          |
| ja̱a̱nu̱tyú        | esp. de goso formiguer |                          |
| járeetú         | helécho                | Cyatheaceae              |
| já̱á̱rimyu̱tyú     | esp. de granota        |                          |
| ja̱a̱rityú        | esp. de colom          |                          |
| ja̱á̱ryootú       | esp. de granota        |                          |
| ja̱á̱sariityú     | esp. de granota        |                          |
| jasecca̱a̱tu      | esp. de plàtan         |                          |
| ja̱a̱suutyú       | esp. de llúdria        |                          |
| játintyu        | montete (ocell)        | Nothocrax urumutum       |
| ja̱a̱tííña̱tu      | esp. de granota        |                          |
| já̱a̱tyú          | anona (fruita)         | Rollinia mucosa          |
| jiicara̱a̱tu      | aranya aquàtica        |                          |
| nimyutú         | palometa (peix)        | Mylossoma spp., Metynnis |
| morichatú       | salamanquesa           | Squamata                 |
| múcatyu         | esquirol               |                          |
| ni̱ntyú          | pinya                  |                          |